# Hinken
Hinken (veraltet auch Lahmen; lateinisch Claudicatio, von claudicare, „hinken“) ist eine Form der ein- oder beidseitigen Gangstörung, eine Asymmetrie des Ganges in seinen Distanz- und Zeitfaktoren. Durch die gestörte Becken-Bein-Statik wirkt das Gangbild anormal und krankhaft verändert. Beim Gehen ist der Wechsel zwischen Stand- und Schwungphase gestört. Die Gehfähigkeit ist erhalten, aber unter Umständen eingeschränkt. Beim beidseitigen Hinken (lat. Vacillatio, Claudicatio anatica) kippt das Becken bei jedem Schritt zur Seite ab.
Das Hinken kann zeitweilig oder andauernd bestehen. Je nach Ursache wird es in verschiedene Formen unterteilt, wobei oft Mischformen auftreten:
- Verkürzungshinken
- Schmerzhinken
- Versteifungshinken
- Lähmunghinken
- das Hinken bei statischer und dynamischer Instabilität
- Hinken bei neuromuskulären Koordinationsstörungen
- Trendelenburg-Hinken (Hüfthinken)
- intermittierendes Hinken
- psychogenes Hinken

## Allgemeine Merkmale beim Hinken
Besonders das zweibeinige Gehen ist durch aufeinander abgestimmte Schwingungen der verschiedenen Körperteile gekennzeichnet, sowohl beim normalen als auch beim hinkenden Gang. In dieser kinematischen Kette kommt es zu Mitbewegung von Rumpf und oberen Extremitäten (Armpendel). Das Pendelverhalten der einzelnen Teile, im Sinne von Gegenhaltermechanismen, ist für den harmonischen Ablauf des Ganges als energiesparende Bewegung wichtig.
Bei einseitigem Hinken ist die Symmetrie des Schrittbildes gestört und es ergibt sich ein ungleichmäßiges Schrittmaß oder ein abnormer Schrittrhythmus. Bei dieser Form des Gehens erfolgt die Abfolge der Schritte nicht gleichförmig und regelmäßig, es ergibt sich ein unharmonisches asymmetrisches Gangbild, Bewegungsablauf und Schrittlänge sind nicht mehr symmetrisch, die Gewichtsverteilung ist von der Norm abweichend. Ein Bein ist beim Gehen schneller als das andere Bein.
Mary Murray beschrieb 1967 die Raum/Zeit-Parameter des Ganges der Hüftkranken beim Hinken detailliert:
- verringerte Gehgeschwindigkeit,
- verlängerte Dauer der Doppelstandphase
- verlängerte Standphasendauer des gesunden Beines
- vermehrte Bewegungen des Rumpfes und des Kopfes
- verminderte Schrittlänge, wenn das betroffene Bein den Schrittzyklus beginnt (Extensionshemmung)
- vermehrte Beckenbewegung
- verminderte Bewegungsausschläge sowohl der Hüften als auch der Knie
- vermehrte Ellbogenflexion auch in der Schwungphase
- verminderte Schrittfrequenz
- Verlagern des Oberkörpers auf die Standseite

Moderne Methoden zur Ganganalyse sind:
- Filmaufnahmen in drei Ebenen
- Chronozyklografie (Fotografie mit Mehrfachbelichtung)
- Lichtspuraufnahmen
- Messung des Bodenkontaktes und der Krafteinwirkung auf den Boden
- Registrierung von Gelenkstellung, Geschwindigkeit und Beschleunigung der Körperteile
- Messung der Muskelaktivität beim Gehen (Elektromyografie)

## Verkürzungshinken
Das Verkürzungshinken wird durch anatomische oder funktionelle Beinverkürzung hervorgerufen und wird von einer Schiefstellung des Beckens begleitet. Auslösende Ursachen sind Beinlängendifferenzen, einseitige Verkürzung der für die Knie- und Hüftbeugung zuständigen Muskeln oder verkürzte Adduktoren. Die Verkürzungen können im gelenknahen oder peripheren Anteil eines Beines bestehen.
Das Verkürzungshinken kann das erste Symptom einer Beinlängendifferenz oder einer einseitigen Achsenfehlstellung, z. B. Genu-varum-Fehlstellung, sein.
Solche einseitigen Beinverkürzungen treten beispielsweise bei der Hüftgelenksarthrose, Hüftdysplasie oder als Folge der Poliomyelitis auf. Auch nach nicht regelrecht verheilten Schenkelhalsfrakturen können als Folge einer Varusfehlstellung des Schenkelhalses Beinverkürzungen vorkommen.
Eine Hüftbeugekontraktur oder eine Hüftanspreizkontraktur führen zu einer funktionellen Beinverkürzung, während eine Hüftabspreizkontraktur zu einer funktionellen Beinverlängerung führt. Das Verkürzungshinken ist nur beim Gehen auffällig, nicht jedoch im Einbeinstand (Beckenstellung). Beim Verkürzungshinken senkt sich der Körperschwerpunkt im Gehen, während der kurzzeitigen Standphase auf dem verkürzten Bein, übermäßig ab und der Körperschwerpunkt wird zum Gewichtsausgleich über das relativ längere Standbein verlagert.
Ein Spitzfuß führt zur funktionellen Beinverlängerung und damit zum Verkürzungshinken. Nach dem gleichen Mechanismus führen der angeborene Klumpfuß oder eine überstandene Poliomyelitis zum Verkürzungshinken. Zum Ausgleich des Verkürzungshinkens bemühen sich die betroffenen Personen, die Beinlängen beider Seiten einander anzugleichen. Dazu gehen sie mit dem kürzeren Bein im Zehenstand oder mit dem längeren Bein mit leicht gebeugten Knie- und Hüftgelenk, auch können beide Kompensationsmechanismen gleichzeitig eingesetzt werden.

### Behandlung des Verkürzungshinkens
Ziel der Behandlung ist ein Ausgleich der Beinlängen mittels operativer Beinverlängerung, die bis zu 20 cm erfolgen kann, oder eine Schuherhöhung (Orthopädieschuhmacher; Beinverlängerungsausgleich zum Gehen und Stehen). Der Ausgleich durch orthopädische Schuhe führt aber oft zu funktionellen und kosmetischen Beeinträchtigungen. In der Naturheilkunde wird auch der manuelle Beinlängenausgleich propagiert, wobei sich die Behandlung auf das längere Bein konzentriert, das meist als das krankhaft verlängerte identifiziert wird.
Zu den chirurgischen Methoden der Beinverlängerung zählen:
- Fixateur externe (äußerer Spanner) zur Kallusdistraktion (obsolet)
- Verlängerungsmarknagel (Verlängerungsnagel), der Marknagel wird in den Knochen eingebracht und keine äußeren Schrauben und Nägel sind zu sehen
  - ISKD-Nagel (Intramedullary Skeletal Kinetic Distractor, intern mechanisch, das heißt, durch Drehbewegungen des Beines wird der Marknagel wenige Millimeter auseinandergezogen)
  - Albizzia-Nagel (intern mechanisch)
  - Fitbone (intern elektrisch, das heißt, durch einen internen Motor wird der Marknagel angetrieben und bewegt sich wenige Millimeter auseinander)
- Totale-Endo-Prothese (TEP)

## Schmerzhinken
Das sogenannte Schmerzhinken oder Schonhinken ist Folge schmerzhafter Erkrankungen oder Traumata an Bein (z. B. Kniegelenk), Fuß (z. B. Sprunggelenk oder Achillessehne), Hüftgelenk oder Iliosakralgelenken. Einseitiger Hüftschmerz kann beispielsweise durch Prellung, Coxitis (Hüftgelenksentzündung), Femurkopfnekrose oder Hüftgelenksarthrose verursacht sein.
Durch die nur kurzzeitige vorsichtige Belastung des schmerzenden Standbeines wegen der Belastungsschmerzen zeigt sich ein unsymmetrisches (unrhythmisches) Gangbild, um ein Bein durch Gewichtsentlastung zu schonen (Schonhaltung durch Entlastungshinken mit verkürzter Standbeinphase auf dem erkrankten Bein; schmerzhafte Auftreten), mit diesem wird dann der Schritt schneller ausgeführt, um die Belastungszeit zu verkürzen bzw. um das schmerzhafte Bein nur teilweise zu belasten (Teilbelastung). Zur Schmerzreduktion wird in manchen Fällen der Fuß nur teilweise oder gar nicht abgerollt. Beispielsweise ist bei Beschwerden in der Achillessehne ein kraftvolles Abrollen des Fußes und der Zehen nicht mehr möglich. Das Abstoßen des Fußes vom Boden ist verlangsamt, um Belastungsspitzen zu vermeiden. Besonders bei nur leichten Schmerzen oder bei beidseitigen Schmerzen wird der Fuß eventuell einfach nur vorsichtig und langsam auf den Boden gesetzt. Eventuell werden auch nur schmerzhafte Teile der Gehbewegung verkürzt – z. B. bei Großzehengrundgelenksarthrose oder Hallux rigidus.
Um das Drehmoment der Hüftabduktoren mittels Verkürzung des Lastarms zu verringern, wird beim Schmerzhinken der Oberkörper und damit der Körperschwerpunkt über das Standbein verlagert. Die Becken- und Oberschenkelbewegung erfolgt beim Schmerzhinken durch die Kippung der Lendenwirbelsäule. Solche Schmerzursachen können Sehnenzerrung, zugezogene Verletzung oder altersbedingte Gelenkabnutzung sein, aber auch unpassendes Schuhwerk.
Der Begriff des Schmerzvermeidungshinkens (engl. antalgic gait) wurde 1939 von Jacques Calvé geprägt, als er das Hinken bei Hüftschmerzen (Coxalgien) beschrieb.

## Versteifungshinken
Beim Versteifungshinken ist eine Hüftversteifung, also Bewegungseinschränkung im Hüftgelenk, dafür verantwortlich, dass es während der Schwungphase des Ganges zu einer Mitbewegung des Beckens kommt. Im Gegensatz zu anderen Arten des Hinkens kommt es dabei nicht zu einem Absinken des Beckens. Durch die Versteifung im Hüftgelenk kann das Bein beim Gehen nicht frei nach vorne schwingen, sondern das Vorschwingen des Beines erfolgt durch die Drehung des ganzen Beckens. Eventuell wird zusätzlich noch der Körperschwerpunkt gehoben, indem auf der gesunden Seite ein leichter Zehenstand erfolgt.
Auch bei Gelenkversteifungen im Knie- oder Sprunggelenk ergibt sich ein hinkendes Gangbild. Bei Versteifungen im Kniegelenk wird kompensatorisch das Hüftgelenk stark angehoben und danach das Bein in einem seitlichen Außenbogen (Zirkumduktion) nach vorne geschwungen.  Bei Versteifungen der Fußgelenke ist das Auftreten und Abrollen gestört.

## Lähmungshinken
Das Lähmungshinken tritt bei partieller oder totaler schlaffer Lähmung auf. Statt vom Lähmungshinken wird manchmal auch von „Hinken bei spastischen Lähmungen und Koordinationsstörungen“ gesprochen. Zum Lähmungshinken gehören auch spastische Gangstörungen, für die die Folgen der Kinderlähmung oder auch bestimmte Rückenmarksläsionen ursächlich sein können, sowie paretische Gangstörungen infolge unvollständiger Lähmungen peripherer Nerven. Eine weitere Form des Lähmungshinkens ist der Steppergang, der meist durch eine Peroneuslähmung (Lähmung des Fußhebers) verursacht wird. Hierbei wird der Großzehenballen zeitlich vor der Ferse aufgesetzt. Beim Lähmungshinken treten oft kompensatorisch vermehrte Aktion anderer Muskelgruppen auf.

## Hüfthinken
Das Hüfthinken tritt bei einer Insuffizienz der mittleren Gesäßmuskel (Musculus gluteus medius) und der kleinen Gesäßmuskeln (Musculus gluteus minimus) auf (Insuffizienzhinken). Dadurch sinkt das Becken in der Standbeinphase zur Gegenseite ab, bei gleichzeitiger Seitneigung des Rumpfes zum (betroffenen) Standbein. Beim Hüfthinken oder Insuffizienzhinken besteht eine statische oder dynamische Instabilität des Beckens (Anatomie). Das Hüfthinken wird auch als Trendelenburg-Gang, Trendelenburg-Hinken, Duchenne-Hinken oder als Trendelenburg-Duchenne-Hinken bezeichnet. Es wird durch eine Schwäche oder Lähmung der Oberschenkelabduktoren ausgelöst.

### Diagnose des Hüfthinkens
Beim Trendelenburg-Hinken, in der kurzen Phase des Einbeinstandes auf dem betroffenen Bein, kippt das Becken auf die nicht betroffene Seite des Schwungbeines ab. Die Ursache dafür ist eine starke Insuffizienz der Oberschenkelabduktoren. Diese halten beim Gesunden in der Phase des Einbeinstandes das Becken in der horizontalen Position. Da das Abkippen des Beckens ohne technische Hilfsmittel zur Aufzeichnung des Trendelenburg-Hinkens nur schwer zu erkennen ist, greift der Arzt bei der Diagnostik auf die Untersuchung des Kranken im Stehen zurück. Das dabei gesuchte Trendelenburg-Zeichen im Stehen ist das statische Äquivalent für das Trendelenburg-Hinken im Gehen (dynamische Untersuchung). Das Trendelenburg-Zeichen ist positiv, wenn es zum Absinken der gesunden Beinseite beim Stehen auf dem erkrankten Bein (Einbeinstand) kommt, dabei hebt der Patient das in Hüfte und Knie gebeugte gesunde Bein etwas an. Oder anders formuliert: das Trendelenburg-Zeichen ist positiv, wenn die schwungseitige Hüfte nicht angehoben wird; oder: bei Belastung sinkt das Becken zur Gegenseite ab. Dagegen kann beim Stehen auf dem nicht betroffenen Bein das Becken in horizontaler Stellung gehalten werden. Das Absinken des Beckens beim Stehen auf der betroffenen Seite weist auf eine Schwäche des Musculus gluteus medius und des Musculus gluteus minimus hin.
Friedrich Trendelenburg fand 1895, dass der Musculus gluteus medius der wichtigste Muskel ist, dessen Schwäche das Hüfthinken auslöst.
Bereits 1865 beschrieb Guillaume-Benjamin Duchenne das Hüfthinken bei einer vergleichenden Untersuchung zwischen den Formen des Hinkens bei einer Schwäche der Abduktoren und dem Hinken bei Lähmungen. Beim Einbeinstand auf dem betroffenen Bein wird der Oberkörper auf die Standbeinseite verlagert. Obwohl Duchenne das Hüfthinken zehn Jahre vor Trendelenburg beschrieb, bezieht sich das nach ihm benannte Duchenne-Zeichen (Oberkörperseitneigung) auf eine kompensatorische Folgehandlung auf das Trendelenburg-Zeichen (Abkippen des Beckens). Oder anders formuliert: Zur Vermeidung des Abkippens des Beckens auf die Seite des Schwungbeines (Trendelenburg-Zeichen) wird der Schwerpunkt durch Hinüberneigen des Körpers (Duchenne-Zeichen) etwas verlagert. Das tritt aber nur beim Einbeinstand auf der betroffenen Seite auf. Das dynamische Äquivalent zum (statischen) Duchenne-Zeichen ist das Duchenne-Hinken (Duchenne-Gang): Hierbei kommt es beim Gehen zu einer verstärkten Rumpfauslenkung zur betroffenen Standbeinseite, um die Hüftabduktoreninsuffizienzen zu kompensieren. Ein positives Duchenne-Zeichen (Oberkörperseitneigung) kann ein schwaches Trendelenburg-Zeichen kompensieren und dadurch maskieren und unentdeckt bleiben lassen. Durch das schwunghafte Zurseiteneigen des Rumpfes zur betroffenen Seite bei Belastung wird das Trendelenburg-Zeichen verhindert.
Calvé unterschied 1939 beim Hüfthinken zwischen (schmerzbedingtem) analgischem Hüfthinken und Hinken durch Gluteus-medius-Insuffizienz. Durch das Hüfthinken wird die zum Gehen erforderliche Muskelkraft reduziert, folglich muss deshalb auch auf das Hüftgelenk nur eine geringere Kraft beim Gehen einwirken und ein schmerzhaftes Gelenk wird so geschont (schmerzbedingtes Hüfthinken).

### Ursachen für das Hüfthinken
Ursächlich für die Muskelinsuffizienz (Störung der Musculus-gluteus-Funktion) sind Hüftgelenkserkrankungen, wie kindliche Hüftgelenksdysplasie (Abflachung der Hüftgelenkspfanne), Hüftluxation oder Coxa vara (verkürzter Schenkelhalswinkel), Pseudoarthrose, Muskeldystrophie, Coxa vara (Schenkelhalsverbiegung mit Fehlinsertion der Muskeln und damit ungünstiger Hebelarm; z. B. bei Trochanterhochstand). Da diese Muskelinsuffizienz oft beidseits auftritt, kommt es dann zu einem beidseitigen Hinken. Eine mögliche Therapie der Wahl beim Hüfthinken ist die Trochanterversetzung.

### Oberschenkelabduktoren
Die Oberschenkelabduktoren (Beinabspreizer) bewirken das Abspreizen (Abduktion) des Beines nach außen. Korrekterweise sollte man von den Hüftgelenksabduktoren statt von Oberschenkelabduktoren sprechen. Folgende Muskeln gehören zu dieser Muskelgruppe:
- Musculus gluteus medius
- Musculus gluteus minimus
- Musculus gluteus maximus (kranialer Teil)
- Musculus tensor fasciae latae
- Musculus piriformis
- Musculus sartorius

Von diesen Muskeln gehört lediglich letzterer, der Musculus sartorius, zur Oberschenkelmuskulatur. Die ersten fünf Muskeln gehören zur hinteren bzw. tiefen Schicht der Hüftmuskulatur. Beim Gehen und Laufen sorgen die Beinabduktoren dafür, dass bei jedem Schritt das Becken ausbalanciert wird. Die wesentlichen Oberschenkelabduktoren sind der Musculus gluteus medius und der Musculus gluteus minimus, während der Musculus gluteus maximus und der Musculus tensor fasciae latae nur zusätzlich wirken. Da der Hebelarm der Körperlast im Stand etwa dreimal so lang ist wie der Hebelarm der Abduktoren, muss ihre Muskelkraft beim Einbeinstand etwa dem Dreifachen des Körpergewichts entsprechen.

### Hüfthinken bei Hüftgelenksarthrose
Das Hinken bei Hüftgelenksarthrose ist ein Schon-, Verkürzungs- oder Hüfthinken. Bei der Hüftgelenksarthrose (Coxarthrose) können die Oberschenkelabduktoren aus zwei Gründen geschwächt sein:
1. Annäherung von Ursprung und Ansatz des jeweiligen Muskels (anatomische Ursache)
2. reflektorische Hemmung wegen Schmerzen (funktionelle Ursache)

## Intermittierendes Hinken
Hauptartikel: Claudicatio intermittens
Intermittierendes Hinken (von lat.  intermittens, „zeitweilig“) kann auf dem Boden einer arteriellen Verschlusskrankheit auftreten: infolge arterieller Durchblutungsstörungen (periphere arterielle Verschlusskrankheit), die dann zu krampfartigem Wadenschmerzen führen und das Hinken auslösen. Von der Claudicatio intermittens ist die wesentlich seltenere Claudicatio intermittens spinalis zu unterscheiden. Hierbei treten die Schmerzen und das begleitende Hinken infolge einer spinalen Stenose typischerweise beim Gehen nach oben und unten auf und lassen bei Gehpausen nach. Auch eine Durchblutungsstörung der Darmwand – bei Angina abdominalis kann ein intermittierendes Hinken auslösen, die Claudicatio intermittens abdominalis.

## Psychogenes Hinken
Auslöser für psychogenes Hinken sind in erster Linie psychische Faktoren. Es handelt sich um ein schmerzloses, „freiwilliges“ Hinken.